# België op het Eurovisiesongfestival 2022
België nam deel aan het Eurovisiesongfestival 2022 in Turijn, Italië. Het was de 63ste deelname van het land aan het Eurovisiesongfestival. De RTBF was verantwoordelijk voor de Belgische bijdrage voor de editie van 2022.

## Selectieprocedure

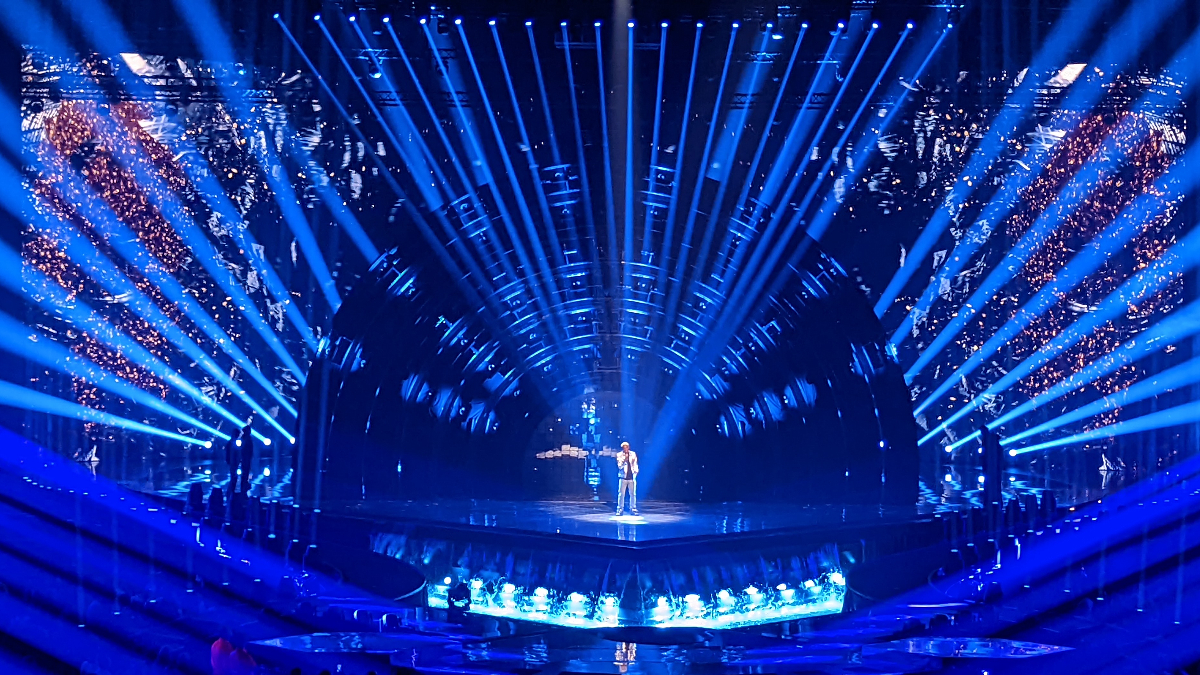
Jérémie Makiese tijdens de tweede halve finale

Op 15 september 2021 maakte de RTBF bekend dat het Jérémie Makiese intern had gekozen om België te vertegenwoordigen op de 66ste editie van het Eurovisiesongfestival. België was daarmee het eerste land dat zijn deelnemer voor het komende Eurovisiesongfestival presenteerde aan het grote publiek. De 21-jarige zanger raakte bekend bij het grote publiek dankzij zijn deelname aan de negende editie van The Voice Belgique, een talentenjacht die hij wist te winnen. Het nummer waarmee Jérémie Makiese naar Turijn zou afzakken, werd op 10 maart 2022 vrijgegeven. Het kreeg als titel Miss you.

## In Turijn
België trad op in de tweede halve finale, op donderdag 12 mei 2022. Jérémie Makiese was als zestiende van achttien acts aan de beurt, net na Vladana uit Montenegro en gevolgd door Cornelia Jakobs uit Zweden. België eindigde als achtste in de halve finale en plaatste zich zo voor de finale.
In die finale was België als zestiende van 25 acts aan de beurt, net na Nadir Rüstəmli uit Azerbeidzjan en gevolgd door Amanda Tenfjord uit Griekenland. België eindigde op de negentiende plaats, met 64 punten.

### Voting

#### Punten gegeven door België
In het vet de winnaar van de (halve) finale.
| 1e halve finale | 1e halve finale | 1e halve finale |
| Score           | Televoting      | Jury            |
| --------------- | --------------- | --------------- |
| 12 punten       | Polen           | San Marino      |
| 10 punten       | Zweden          | Zweden          |
| 8 punten        | Roemenië        | Australië       |
| 7 punten        | Spanje          | Israël          |
| 6 punten        | Servië          | Polen           |
| 5 punten        | Tsjechië        | Finland         |
| 4 punten        | Finland         | Tsjechië        |
| 3 punten        | Australië       | Azerbeidzjan    |
| 2 punten        | Malta           | Servië          |
| 1 punten        | Ierland         | Ierland         |

| Finale    | Finale              | Finale              |
| Score     | Televoting          | Jury                |
| --------- | ------------------- | ------------------- |
| 12 punten | Oekraïne            | Verenigd Koninkrijk |
| 10 punten | Nederland           | Spanje              |
| 8 punten  | Moldavië            | Italië              |
| 7 punten  | Polen               | Zweden              |
| 6 punten  | Spanje              | Oekraïne            |
| 5 punten  | Zweden              | Portugal            |
| 4 punten  | Italië              | Servië              |
| 3 punten  | Verenigd Koninkrijk | Azerbeidzjan        |
| 2 punten  | Servië              | Tsjechië            |
| 1 punten  | Portugal            | Australië           |

1956 · 1957 · 1958 · 1959 · 1960 · 1961 · 1962 · 1963 · 1964 · 1965 · 1966 · 1967 · 1968 · 1969 · 1970 · 1971 · 1972 · 1973 · 1974· 1975 · 1976 · 1977 · 1978 · 1979 · 1980 · 1981 · 1982 · 1983 · 1984 · 1985 · 1986 · 1987 · 1988 · 1989 · 1990 · 1991 · 1992 · 1993 · 1994 · 1995 · 1996 · 1997 · 1998 · 1999 · 2000 · 2001 · 2002 · 2003 · 2004 · 2005 · 2006 · 2007 · 2008 · 2009 · 2010 · 2011 · 2012 · 2013 · 2014 · 2015 · 2016 · 2017 · 2018 · 2019 · 2020 · 2021 · 2022 · 2023 · 2024 · 2025
Albanië · Armenië · Australië · Azerbeidzjan · België · Bulgarije · Cyprus · Denemarken · Duitsland · Estland · Finland · Frankrijk · Georgië · Griekenland · Ierland · IJsland · Israël · Italië · Kroatië · Letland · Litouwen · Malta · Moldavië · Montenegro · Nederland · Noord-Macedonië · Noorwegen · Oekraïne · Oostenrijk · Polen · Portugal · Roemenië · San Marino · Servië · Slovenië · Spanje · Tsjechië · Verenigd Koninkrijk · Zweden · Zwitserland